# Maurice Pelling
Maurice Pelling (Romford, 1920 — Denia, 7 de junho de 1973) é um diretor de arte britânico. Venceu o Oscar de melhor direção de arte na edição de 1964 por Cleopatra, ao lado de John DeCuir, Jack Martin Smith, Hilyard M. Brown, Herman A. Blumenthal, Elven Webb, Boris Juraga, Walter M. Scott, Paul S. Fox e Ray Moyer.